# Halilsarpita
La halilsarpita és un mineral de la classe dels fosfats que pertany i dona nom al grup de l'halilsarpita. Rep el nom en honor del doctor Halil Sarp (n. 1944 a Turquia), mineralogista del departament de Mineralogia del Museu d'Història Natural de Ginebra (Suïssa). Va descriure més de trenta nous minerals, especialment de França i Turquia, un dels quals va ser la chantalita, per la seva dona.

## Característiques
La halilsarpita és un arsenat de fórmula química [Mg(H₂O)₆][CaAs3+₂(Fe3+2.67Mo6+0.33)(AsO₄)₂O₇]. Químicament es troba relacionada amb la betpakdalita-CaMg. Va ser aprovada com a espècie vàlida per l'Associació Mineralògica Internacional l'any 2019, sent publicada per primera vegada el 2020. Cristal·litza en el sistema ortoròmbic. És isostructural amb la natrowalentaïta.
Les mostres que van servir per a determinar l'espècie, el que es coneix com a material tipus, es troben conservades a les col·leccions mineralògiques del Museu d'Història Natural de la Universitat d'Oslo, a Noruega, amb el número de registre: 44110; i al Museu d'Història Natural del Comtat de Los Angeles, a Los Angeles (Califòrnia) amb el número de catàleg: 73567.

## Formació i jaciments
Va ser descrita a la mina d'Oumlil, situada al cercle d'Agdz, a la província de Zagora (regió de Drâa-Tafilalet, Marroc), on es troba en forma d'esfèrules de color groc llimona d’uns 0,1 mm de diàmetre, normalment associada a smolyaninovita i karibibita. Aquesta mina marroquina és l'únic indret de tot el planeta on ha estat descrita aquesta espècie mineral.